# Ann Burgess
Ann C. Wolbert Burgess (née le 2 octobre 1936, son deuxième prénom est également orthographié Wolpert) est une chercheuse dont les travaux ont porté sur la mise au point de méthodes permettant d'évaluer et de traiter les traumatismes subis par les victimes de viol. Elle est professeure à la William F. Connell School of Nursing du Boston College.

## Carrière
Burgess est une infirmière clinicienne spécialisée en psychiatrie certifiée par un conseil d’administration.
Elle a été une pionnière dans l'évaluation et le traitement des traumatismes chez les victimes de viol. Elle a co-fondé avec Lynda Lytle Holmstrom, sociologue au Boston College, l'un des premiers programmes de conseil en crise mis en place à l'hôpital de Boston City Hospital. Elle a ensuite été consultante auprès de John E. Douglas, Robert Ressler et d'autres agents du FBI au sein de l'unité des sciences du comportement pour élaborer un profil psychologique moderne pour les tueurs en série,. Elle a fourni un témoignage d'expert sur des affaires d'agression sexuelle.

## Récompenses
Elle a reçu de nombreux prix et distinctions, notamment le titre de légende vivante décerné par l'American Academy of Nursing (AAN) en octobre 2016 et le premier prix Ann Burgess for Nursing Nursing décerné par l'association internationale des infirmières médico-légales en 2009, Sigma Theta Tau International Audrey Hepburn Award, le prix Hildegard Peplau de l’American Nurses Association et le prix international de lauréat du prix Episteme Laureate Sigma Theta Tau. Elle a obtenu un baccalauréat en sciences infirmières (BSN) de l'université de Boston, une maîtrise en sciences infirmières (MSN) de l'université du Maryland et un doctorat en sciences infirmières (DNSc) de l'Université de Boston.